# La Mort de Danton
 (février 2025).
Pour les articles homonymes, voir Danton (homonymie).
La Mort de Danton (Dantons Tod) est un drame en quatre actes du dramaturge allemand Georg Büchner, composé de janvier à février 1835 et publié la même année avec le sous-titre Images dramatiques de la Terreur en France. La trame porte sur le Procès de Georges Danton et des dantonistes. Sa première représentation n'a eu lieu que le 5 janvier 1902 au théâtre Belle-Alliance (de) de Berlin, par la Verein Neue Freie Volksbühne (de) ; la pièce a en effet longtemps été considérée comme injouable. Comme les deux autres pièces de l'auteur (Léonce et Léna et Woyzeck), elle ne fut reconnue à sa juste valeur qu'à l'époque du naturalisme.
Elle a été adaptée à l'opéra par Gottfried von Einem : pour son premier opéra, il met en musique une adaptation de la pièce par Boris Blacher, et l’œuvre est créée au Festival de Salzbourg en 1947, avec grand succès.

## Résumé

### Premier acte
Dans le premier acte de ce drame historique sont présentés trois groupes de révolutionnaires : les partisans de Danton, les robespierristes et le peuple, qui ont en commun de ne pas être d'accord avec l'évolution de la Révolution. Les deux révolutionnaires Danton et Robespierre ont des vues différentes sur la poursuite du soulèvement. Les fidèles de Danton souhaitent la fin des mesures de Robespierre, qui ont déjà beaucoup fait souffrir le peuple. Ils ne trouvent pas dans la Révolution la réponse aux questions matérielles et morales que posent les Hommes. Un citoyen déplore le fait que sa fille doive se prostituer pour subvenir aux besoins de sa famille. Danton accepte la proposition de ses amis de rencontrer Robespierre mais cette rencontre reste infructueuse lorsque ce dernier se résout à la mort de son ami bien qu'il doute encore de la justesse de cette décision.

### Deuxième acte
Les amis de Danton le pressent d'agir ou au moins de fuir les sbires de Robespierre mais leur chef n'en voit pas la nécessité et ne croit pas que la Convention osera prendre des mesures contre lui (Ils n'oseront pas). Danton confie à sa femme, Julie, ses remords sur sa responsabilité dans les massacres de Septembre. Il est emprisonné et conduit devant les parlementaires. L'assemblée est partagée car, devant dans un premier temps lui être acquise, les discours enthousiastes de Robespierre et Saint-Just renversent l'opinion.

### Troisième acte
Les prisonniers dialoguent sur l'existence de Dieu. Les dantonistes sont transférés à la Conciergerie. Pendant ce temps le tribunal révolutionnaire s'arrange pour composer le jury avec des hommes fidèles. Danton se présente avec assurance devant le tribunal à qui il souhaite imposer sa volonté, ce qui impressionne le public. Au vu des signes de sympathie de la part des auditeurs, l'audience est immédiatement suspendue et les membres du tribunal inventent un complot pour faire basculer le public. Lors de la seconde séance, Danton perd la faveur du peuple au regard de son mode de vie qui contraste avec le puritanisme de Robespierre. Son programme libéral se révèle inacceptable par les masses.

### Quatrième acte
Danton et ses partisans sont condamnés à mort et tandis que lui et son ami Camille Desmoulins échangent des pensées sur la vie et la mort, Julie, qui lui avait promis fidélité au-delà de la mort, s'empoisonne chez elle. Sur le chemin de l’échafaud, le peuple se montre curieux et ironique et lorsque Lucile Desmoulins voit son mari Camille monter à la guillotine, elle devient folle et se résout elle aussi à mourir. Elle crie : « Vive le roi ! », déterminant ainsi son propre arrêt de mort.

## Postérité
En 1951, Giovanni Papini écrit une suite à Gog, intitulée Le Livre Noir où il insère le chapitre " La révolte des acteurs " dans laquelle une troupe de théâtre interprète la pièce de Büchner après avoir au préalable expulsé manu-militari le public de la salle.